# Justise Winslow
Justise Jon Winslow (Houston, 26 marzo 1996) è un cestista statunitense.

## Carriera

### High school

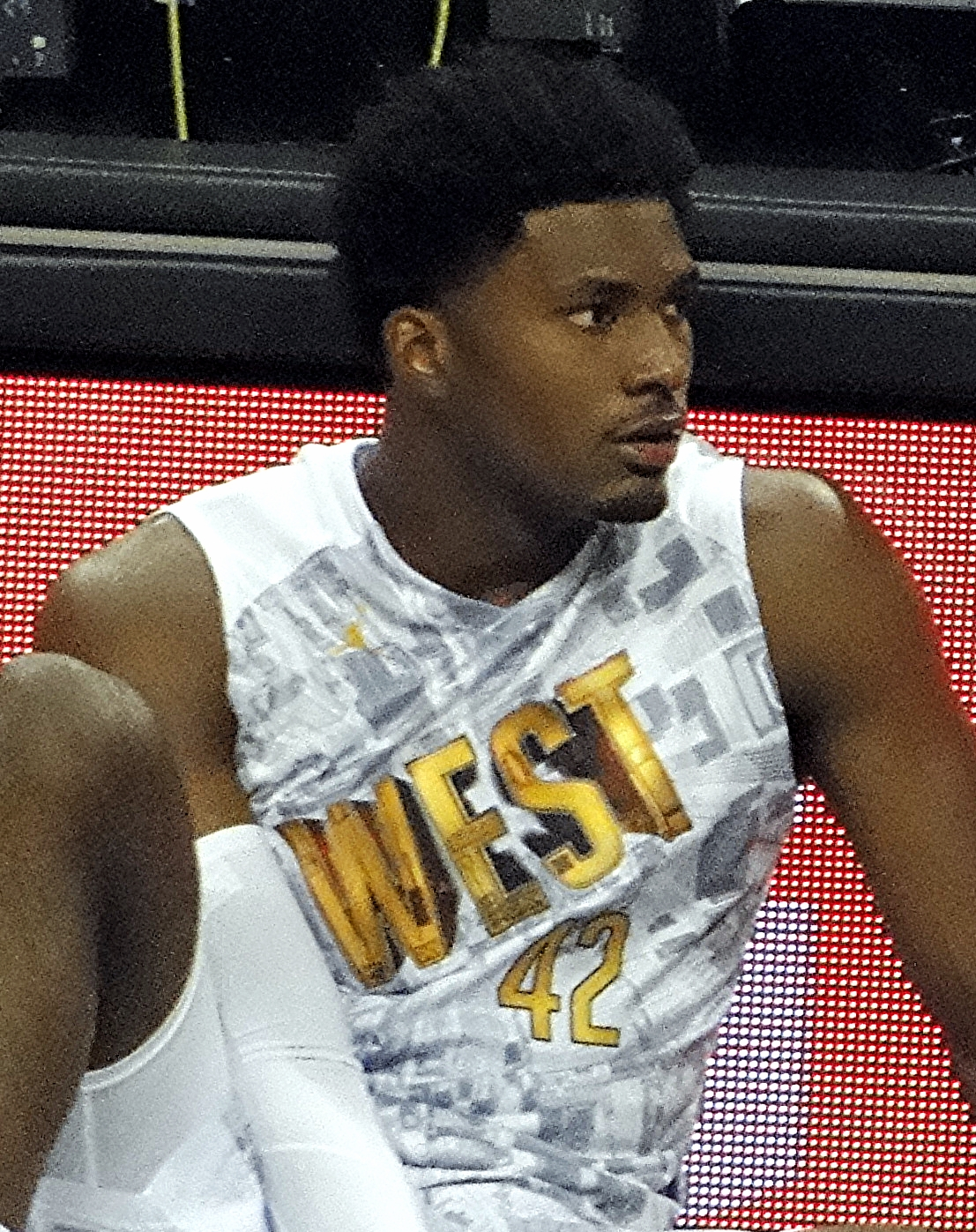
Winslow nel 2014

Winslow è una matricola al quarto anno alla St. John school a Houston, in Texas. Inizia e conclude la sua carriera alla St. John con i campioni della lega, venendo inoltre nominato Gatorade Texas Player of the Year del 2013, con una media di 27.5 punti, 13,6 rimbalzi, 3,5 assist, 2,1 stoppate e 1,8 palle rubate a partita nella stagione 2013-14; viene infine eletto McDonald All-American nel 2014.

### College
Mantiene una media di 14 punti e cinque rimbalzi nelle sue prime cinque partite in divisa Duke. L'allenatore Mike Krzyzewski paragona il gioco di Winslow a quello di Tommy Amaker e Grant Hill, ex stelle della Duke University. Il 9 febbraio 2015, Winslow viene nominato ACC Freshman della settimana, e successivamente guadagna la menzione d'onore All-ACC honors. Nel torneo NCAA, Winslow mantiene una media di 14,3 punti e 9,3 rimbalzi a partita in rotta verso il campionato nazionale. Gioca 39 partite per la Duke come matricola, con una media di 12,6 punti, 6,5 rimbalzi, 2,1 assist e 1,3 palle recuperate in 29,1 minuti a partita.
Nel mese di aprile 2015 si dichiara eleggibile per il draft NBA, rinunciando ai suoi ultimi tre anni di college.

### NBA (2015-)

#### Stagione 2015-16
Il 26 giugno 2015 viene selezionato dai Miami Heat come 10ª scelta assoluta nel Draft NBA 2015. Il 3 luglio 2015, firma il suo contratto da rookie con gli Heat. Debutta nella gara inaugurale della stagione contro gli Charlotte Hornets, il 28 ottobre, registrando cinque punti e sette rimbalzi partendo dalla panchina nella vittoria per 104-94. Il 6 novembre, ottiene un record personale di stagione, con 13 punti e otto rimbalzi nella sconfitta contro gli Indiana Pacers. In data 11 gennaio 2016, fa il suo primo inizio di carriera, registrando sette punti e tre rimbalzi nella sconfitta contro i Golden State Warriors . Il 22 febbraio, registra una season-high di 15 punti, sette rimbalzi e quattro assist in 39 minuti dalla panchina nella vittoria per 101-93 sugli Indiana Pacers. Il 14 marzo, supera il suo record di stagione precedente, con 20 punti nella vittoria 124-119 sui Denver Nuggets. Durante il suo anno da rookie, l'allenatore Erik Spoelstra gli affida la difesa degli attaccanti più letali in campionato, da LeBron James a James Harden, facendolo diventare un abile stoppatore. A fine stagione, guadagnò l'NBA All-Rookie second team honors.

#### Stagione 2016-17
Gioca tutte le prime nove partite della stagione prima di mancare alle seguenti 16 per dei dolori al polso sinistro. Il 22 dicembre 2016, gioca la sua migliore partita della stagione con 23 punti e 13 rimbalzi nella vittoria per 115-107 sui Los Angeles Lakers, mettendo a referto una career high per punti e rimbalzi. Il 6 gennaio 2017 subisce un infortunio al polso che lo costringe a stare fuori per il resto della stagione.

#### Stagione 2017-18
Winslow torna a disposizione in questa stagione e parte più spesso da titolare. Gioca 68 partite in stagione in quanto pure quest'annata è condizionata dagli infortuni.

## Statistiche
| † | Denota una stagione in cui ha vinto il titolo |

### NCAA
| Anno       | Squadra          | PG | PT | MP   | TC%  | 3P%  | TL%  | RP  | AP  | PRP | SP  | PP   |
| ---------- | ---------------- | -- | -- | ---- | ---- | ---- | ---- | --- | --- | --- | --- | ---- |
| 2014-2015† | Duke Blue Devils | 39 | 39 | 29,1 | 48,6 | 41,8 | 64,1 | 6,5 | 2,1 | 1,3 | 0,9 | 12,6 |

#### Massimi in carriera
- Massimo di punti: 23 vs Syracuse (28 febbraio 2015)[7]
- Massimo di rimbalzi: 13 vs Clemson (21 febbraio 2015)
- Massimo di assist: 7 (2 volte)
- Massimo di palle rubate: 6 vs Wake Forest (4 marzo 2015)
- Massimo di stoppate: 3 (3 volte)
- Massimo di minuti giocati: 40 vs Syracuse (28 febbraio 2015)

### NBA

#### Regular season
| Anno      | Squadra             | PG  | PT  | MP   | TC%  | 3P%  | TL%  | RP  | AP  | PRP | SP  | PP   |
| --------- | ------------------- | --- | --- | ---- | ---- | ---- | ---- | --- | --- | --- | --- | ---- |
| 2015-2016 | Miami Heat          | 78  | 8   | 28,6 | 42,2 | 27,6 | 68,4 | 5,2 | 1,5 | 0,9 | 0,3 | 6,4  |
| 2016-2017 | Miami Heat          | 18  | 15  | 34,7 | 35,4 | 20,0 | 61,7 | 5,2 | 3,7 | 1,4 | 0,3 | 10,9 |
| 2017-2018 | Miami Heat          | 68  | 25  | 24,7 | 42,4 | 38,0 | 63,5 | 5,4 | 2,2 | 0,8 | 0,5 | 7,8  |
| 2018-2019 | Miami Heat          | 66  | 52  | 29,7 | 43,3 | 37,5 | 62,8 | 5,4 | 4,3 | 1,1 | 0,3 | 12,6 |
| 2019-2020 | Miami Heat          | 11  | 5   | 32,0 | 38,8 | 22,2 | 66,7 | 6,6 | 4,0 | 0,6 | 0,5 | 11,3 |
| 2020-2021 | Memphis Grizzlies   | 26  | 1   | 19,5 | 35,2 | 18,5 | 57,1 | 4,5 | 1,9 | 0,6 | 0,5 | 6,8  |
| 2021-2022 | L.A. Clippers       | 37  | 1   | 13,0 | 44,7 | 17,2 | 61,0 | 3,6 | 1,4 | 0,6 | 0,5 | 4,2  |
| 2021-2022 | Portland T. Blazers | 11  | 10  | 26,8 | 40,5 | 27,0 | 56,0 | 6,3 | 2,9 | 1,3 | 0,6 | 10,7 |
| 2022-2023 | Portland T. Blazers | 29  | 11  | 26,8 | 40,9 | 31,1 | 71,4 | 5,0 | 3,4 | 1,0 | 0,4 | 6,8  |
| Carriera  | Carriera            | 344 | 128 | 25,9 | 41,2 | 31,5 | 63,8 | 5,1 | 2,6 | 0,9 | 0,4 | 8,2  |

#### Play-off
| Anno     | Squadra           | PG | PT | MP   | TC%  | 3P%  | TL%  | RP  | AP  | PRP | SP  | PP  |
| -------- | ----------------- | -- | -- | ---- | ---- | ---- | ---- | --- | --- | --- | --- | --- |
| 2016     | Miami Heat        | 13 | 2  | 25,4 | 43,2 | 27,8 | 70,0 | 4,8 | 0,6 | 0,6 | 0,3 | 6,9 |
| 2018     | Miami Heat        | 5  | 0  | 25,0 | 35,7 | 36,8 | 70,6 | 6,6 | 2,6 | 0,8 | 0,8 | 9,8 |
| 2021     | Memphis Grizzlies | 1  | 0  | 2,8  | -    | -    | -    | 1,0 | 1,0 | 0,0 | 0,0 | 0,0 |
| Carriera | Carriera          | 19 | 2  | 24,1 | 40,5 | 32,4 | 70,2 | 5,1 | 1,2 | 0,6 | 0,4 | 7,3 |

#### Massimi in carriera
- Massimo di punti: 28 vs Los Angeles Lakers (10 dicembre 2018)[8]
- Massimo di rimbalzi: 13 (6 volte)
- Massimo di assist: 11 vs Boston Celtics (10 gennaio 2019)
- Massimo di palle rubate: 4 (10 volte)
- Massimo di stoppate: 3 (2 volte)
- Massimo di minuti giocati: 46 vs New York Knicks (25 novembre 2022)

## Palmarès
- McDonald's All-American Game (2014)
- Campione NCAA (2015)
- NBA All-Rookie Second Team (2016)